# Charles Curtis
Charles Curtis (25. ledna 1860, Topeka, Kansas – 8. února 1936, Washington D.C.) byl americký státník a republikánský politik, 31. viceprezident USA. Byl prvním Američanem neevropského původu, kterému se podařilo dosáhnout tak vysokého úřadu, překonán byl až volbou Baracka Obamy prezidentem USA v roce 2008.
Jeho matka byla z jedné čtvrtiny Kanza, z druhé Osedž, ze třetí Potavatomi a ze čtvrté Francouzka, otec Orren Curtis měl anglické a severoevropské předky. Charles Curtis vyrůstal po smrti své matky v rezervaci s prarodiči z matčiny strany, později se odstěhoval do Topeky, kde s pomocí prarodičů z otcovy strany vystudoval vysokou školu. V roce 1881 zahájil svoji advokátní praxi.
V roce 1892 byl zvolen za republikány do Sněmovny reprezentantů, kde zastupoval Kansas v letech 1893–1907. V roce 1907 přijal uprázdněné místo v Senátu, kde působil v letech 1907–1913 a 1915–1929, v období 1924–1929 jako vůdce senátní většiny.
Od 4. března 1929 do 4. března 1933 byl 31. viceprezidentem USA ve vládě republikánského prezidenta Herberta Hoovera.
Zemřel 8. února 1936 ve Washingtonu D.C. na infarkt myokardu.